# Harald Schleicher
Harald Schleicher (* 1951 in Backnang) ist ein deutscher Filmemacher, Filmwissenschaftler und Künstler. Seine Arbeitsschwerpunkte bilden Experimentalfilm, Dokumentarfilm sowie Videoinstallation.

## Leben
Harald Schleicher studierte von 1973 bis 1979 Bildende Kunst an der Johannes Gutenberg-Universität Mainz sowie von 1983 bis 1990 Germanistik und Filmwissenschaft an der Johann Wolfgang Goethe-Universität Frankfurt am Main.
Er promovierte 1991 zum Dr. phil. mit einer Arbeit über „autothematische Filme von Wim Wenders, Jean-Luc Godard und Federico Fellini“.
Seit 1993 leitet er als Professor die Klasse für Film und Video an der Kunsthochschule Mainz (ehemals Akademie für Bildende Künste Mainz).
Harald Schleicher lebt in Wiesbaden.

## Künstlerische Arbeiten
Sein erster Film „Zeichen der Zeit“ wurde 1981 mit dem  Deutschen Filmpreis in der Kategorie Kurzfilme ausgezeichnet. Seit 1997 stellt er experimentelle Found-Footage-Videos unter Verwendung von Compositing-Verfahren her.

## Schriften
- Film-Reflexionen. Autothematische Filme von Wim Wenders, Jean-Luc Godard und Federico Fellini. Niemeyer, Tübingen 1991, ISBN 3-484-34032-0.
- mit Alexander Urban (Hrsg.): Filme machen. Technik. Gestaltung. Kunst. Klassisch und digital. Zweitausendeins, Frankfurt am Main 2005, ISBN  3-86150-700-5.